# عبد الرحمن السديس
عبد الرحمن بن عبد العزيز بن عبد الله بن محمد السديس (ولد 1382 هـ / 1962 م) هو إمام وخطيب الحرم المكي الشريف، ورئيس الشؤون الدينية في المسجد الحرام والمسجد النبوي، بمرتبة وزير. ومن أشهر قرَّاء القرآن الكريم في العالم، حفظ القرآن الكريم ولم يكن بلغ من العمر اثني عشر عامًا. عُرِف السديس بنبرة خاصَّة في صوته التي تخشع معها الأفئدة، وقد نال جائزة الشخصية الإسلامية في الدورة التاسعة لجائزة دبي الدولية للقرآن الكريم عام 1995. كان أقدمَ أئمة الحرم المكي وأصغرهم سنًّا عند تعيينه عام 1404هـ، فقد كان حينئذ ابن 22 عامًا. وهو الخطيب السابع من خطباء عرفة في العهد السعودي.

## النشأة
ولد عبد الرحمن السديس في البكيرية بمنطقة القصيم عام 1379 هـ/ 1962 م ، لعائلة السديس من آل أبي رباع من عنزة إحدى قبائل بني أسد بن ربيعة بن نزار. ونشأ السديس في البكيرية بمنطقة القصيم ثم انتقل إلى العاصمة الرياض وأتمَّ تعليمه الابتدائي بمدرسة المثنى بن حارثة الابتدائية، ثم درس المرحلة الثانوية في معهد الرياض العلمي ونال منه شهادة عام 1979 بتقدير ممتاز. استطاع السديس حفظ القرآن الكريم في سن الثانية عشرة، حيث درسه في جماعة تحفيظ القرآن الكريم بالرياض ويرجع الفضل في ذلك لوالديه فقد ألحقه والده في جماعة تحفيظ القرآن الكريم بالرياض، بإشراف الشيخ عبد الرحمن بن عبد الله آل فريان، ومتابعة الشيخ المقرئ محمد عبد الماجد ذاكر، حتى حفظ القرآن الكريم على يد عدد من المدرسين في الجماعة، كان آخرهم الشيخ محمد علي حسان. فتخرج يتلو القرآن الكريم على رواية حفص عن عاصم الكوفي في المعهد عام 1399 هـ بتقدير ممتاز ومن ثم التحق بكلية الشريعة وتخرج فيها عام 1403 هـ/ 1983 م.

## التعليم العالي
في عام 1408 هـ/1987 م نال السديس درجة الماجستير في أصول الفقه بتقدير ممتاز من كلية الشريعة بجامعة الإمام محمد بن سعود الإسلامية، ثم نال درجة الدكتوراه عام 1995 م من كلية الشريعة بجامعة أم القرى بتقدير ممتاز مع التوصية بطبع الرسالة عن رسالته الموسومة (الواضح في أصول الفقه لأبي الوفاء بن عقيل الحنبلي: دراسة وتحقيق) وكان ذلك عام 1416هـ، وقد أشرف على الرسالة الأستاذ أحمد فهمي أبو سنة، وناقشها د. عبد الله بن عبد المحسن التركي الأمين العام لرابطة العالم الإسلامي، والدكتور علي بن عباس الحكمي رئيس قسم الدراسات العليا الشرعية بجامعة أم القرى ـ آنذاك. (المسائل الأصولية المتعلقة بالأدلة الشرعية التي خالف فيها ابن قدامة العزالي)، كما حصل مؤخرًا على درجة الأستاذية (البروفيسور) في تخصص أصول الفقه من جامعة أم القرى.

## العمل

### إمام وخطيب المسجد الحرام
في عام 1404 هـ صدر توجيه بتعيين السديس إماماً وخطيباً في المسجد الحرام وباشر عمله في شهر شعبان من العام نفسه يوم الأحد الموافق 22 شعبان 1404 هـ في صلاة العصر وكانت أول خطبة له في شهر رمضان من العام نفسه، بتاريخ 15 رمضان 1404 هـ.

### العمل الأكاديمي
عمل السديس محاضراً في قسم القضاء بكلية الشريعة بجامعة أم القرى بمكة المكرمة. عُيّن بعدها أستاذاً مساعداً في كلية الشريعة بجامعة أم القرى، وأنشأ كرسي بحث باسمه لدراسة أصول الفقه بجامعة الإمام محمد بن سعود الإسلامية، وهو المشرف العام على مجمع إمام الدعوة العلمي الدعوي التعاوني الخيري بمكة المكرمة، ويعمل مديراً لجامعة المعرفة العالمية (التعليم عن بُعد) وأستاذاً بقسم الشريعة بكلية الشريعة والدراسات الإسلامية في جامعة أم القرى بمكة المكرمة.

### رئاسة شؤون المسجد الحرام والمسجد النبوي
يعمل السديس الآن رئيساً عاماً لشؤون المسجد الحرام والمسجد النبوي منذ تعيينه في يوم الثلاثاء 17 جمادى الآخرة 1433 هـ الموافق 8 مايو 2012 خلفًا للشيخ صالح بن عبد الرحمن الحصين بمرسوم ملكي من الملك عبد الله بن عبد العزيز آل سعود.
أوامر ملكية

صدر أمر ملكي يوم الثلاثاء الموافق 17 جمادى الثانية 1433هـ بتعيينه رسميًّا بالمنصب بمرتبة وزير ليكون خلفًا للشيخ صالح بن عبد الرحمن الحصين الذي اعتذر عن المنصب لظروفه الصحية وقد كان الأمر الملكي فيما يلي:

### رئاسة الشؤون الدينية بالمسجد الحرام والمسجد النبوي
وفي يوم الثلاثاء الموافق 21 محرم 1445هـ برئاسة خادم الحرمين الشريفين الملك سلمان بن عبد العزيز صدر قرار مجلس الوزراء بإنشاء جهاز مستقل باسم الشؤون الدينية بالمسجد الحرام والمسجد النبوي، وفي اليوم نفسه صدر الأمر الملكي بتعيين عبد الرحمن السديس رئيساً للشؤون الدينية بالمسجد الحرام والمسجد النبوي بمرتبة وزير.

## برامج
قدم برنامج (رمضانيات) في شهر رمضان عام 2021 على قناة السعودية، وهو برنامج صوّر في الحرم المكي الشريف.

## الجوائز والألقاب
نال السديس جائزة الشخصية الإسلامية العالمية الممنوحة من جائزة دبي الدولية للقرآن الكريم عام 1426هـ / 2005م.

## آراؤه
امتدح إمام وخطيب المسجد الحرام الشيخ عبد الرحمن السديس الولايات المتحدة الأمريكية ورئيسها دونالد ترامب. وقال السديس في لقاء مع قناة «الإخبارية» السعودية: «إن المملكة العربية السعودية والولايات المتحدة الأمريكية بقيادة الرئيسين سلمان بن عبد العزيز آل سعود ودونالد ترامب هما قطبا التأثير في العالم ويقودانه إلى السلام على حدِّ تعبيره». وأثار هذا التصريح من الشيخ جدلًا واسعًا على مواقع التواصل الاجتماعي. واعتبر مغردون أن حديث السديس يعد «جريمة بحق الشعوب التي فقدت الآلاف من أبنائها، ودمّرت منازلها، وفقدت الأمن فيها، بسبب الاحتلال الأمريكي، أو مشاركتها الولايات المتحدة بطائراتها في تلك الدول».

## روابط خارجية
- صفحته على موقع طريق الإسلام
- القرآن الكريم بصوت القارئ عبد الرحمن السديس
- موقع وكالة الأنباء السعودية
- محاضرات للشيخ عبد الرحمن السديس من موقع إسلام ويب.
- السديس جالساً في الحرم على يوتيوب
- صفحة القارئ عبد الرحمن السديس على تي في قرآن